# 吳錦池
吳錦池（英語：Ng Kam Chi Kanji），香港排球教練及前男子排球運動員。

## 簡歷
前香港男子排球隊隊長(1987-2003)，
前香港沙灘排球隊隊長<四人制>(1990-1997)，
前香港男子排球隊助教(2003-2007，
前香港男子排球隊主教練(2007-2010)，
帶領香港男子排球隊參加2006年多哈亞運會及2010年廣州亞運會，
並參加亞洲地區比賽,如亞洲錦標賽、東亞運動會及亞洲東區排球賽，
並於2006年多哈亞運會獲得歷史以來第十三名佳績，
另在運動員生涯中服役香港男子排球隊時間最長之球員(主力二傳位置)。
並以嘉賓身份於有線電視、亞洲電視、無綫電視及NOW體育台作客席排球比賽評述，
曾參與世界盃男女子排球賽、世界沙灘排球巡迴賽、世界女排大獎賽、世界男子排聯賽、亞洲男女子排球錦標賽、瑞士女排精英賽、中國排球聯賽、中國國際女子排精英賽、東亞運動會排球賽、奧運會排球賽及亞運會排球賽嘉賓主持。